# Helene von Falkenhausen
Helene Anna von Falkenhausen (* 17. Juli 1873 auf Rittergut Weißenburg bei Gnesen (Provinz Posen) als Helene Anna Nitze; † 10. Dezember 1945 in Potsdam) war eine deutsche Lehrerin, Farmerin und Autorin in Deutsch-Südwestafrika.

## Leben
Sie war die Tochter des preußischen Oberamtmannes a. D. und Rittergutsbesitzers auf Gut Weißenburg bei Gnesen, Albert Nitze, der nach Problemen mit polnischen Landarbeitern 1892 seinen Besitz verkaufte und nach Deutsch-Südwestafrika übersiedelte, um sich dort eine neue Existenz aufzubauen. Nachdem sich die ersten wirtschaftlichen Erfolge zeigten, holte er 1894 seine Frau und seine vier Kinder ins Land. 
Kurz vor der Übersiedlung legte Helene Nitze das Lehrerinnenexamen ab und wurde von der Landeshauptmannschaft als erste Lehrerin für weiße Kinder in der Kolonie angestellt. Nach dem Tod des Vaters (1898) kehrte die Familie nach Deutschland zurück; Helene blieb in Deutsch-Südwestafrika. 1899 heiratete sie den Kaufmann Friedrich von Falkenhausen (1877–1904, älterer Bruder des Generals Alexander von Falkenhausen), mit dem sie eine Farm am Weißen Nossob aufbaute, nachdem ein erster Versuch, eine Farm in der Nähe von Windhoek zu bewirtschaften, fehlgeschlagen war. Falkenhausen erbaute dort ein Haus, das die inzwischen vierköpfige Familie dauerhaft bewohnte. Im Hererokrieg 1904 wurde er ermordet. Ihre Erlebnisse in Deutsch-Südwestafrika schildert Helene von Falkenhausen in ihrem Bericht Ansiedlerschicksale (1905). 
1909 übernahm sie die Leitung einer kleinen Heimfarm des Frauenbundes der Deutschen Kolonialgesellschaft in Brakwater bei Windhoek, auf der sie gebildeten jungen deutschen Frauen fundierte haus- und agrarwirtschaftliche Kenntnisse für ihren zukünftigen Einsatz als koloniale Farmgehilfinnen oder Stützen des Haushaltes vermitteln sollte; in den folgenden Jahren entwickelte sich die Farm zu einer Vermittlungsstelle für stellensuchende Auswanderinnen.

## Schriften
- Ansiedlerschicksale. Elf Jahre in Deutsch-Südwestafrika 1893–1904, Berlin 1905. suub.uni-bremen
- Ein Farmerheim im Hereroland, in: Lohmeyer-Wislicenus: Auf weiter Fahrt. Selbsterlebnisse zur See und zu Lande. Deutsche Marine- und Kolonialbibliothek. Volksausgabe. Bearbeitet von G. Gramberg Rektor in Berlin. 9. Bändchen: Deutsch-Südwestafrika. Kriegs- und Friedensbilder. Selbsterlebnisse geschildert von Frau Margarete v. Eckenbrecher – Frau Helene v. Falkenhausen – Stabsarzt Dr. Kuhn – Oberleutnant Stuhlmann, Berlin 1907, S. 20–31.
- Ansiedlerschicksale. Elf Jahre in Deutsch-Südwestafrika 1893–1904, Swakopmund 1995.